# مونتالبانو إليكونا
منت البان أو مونتالبانو إليكونا (بالإيطالية: Montalbano Elicona)‏ هي بلدية في مقاطعة مِسينة في صقلية الإيطالية.

## السكان
في سنة 1861 بلغ عدد السكان 4٬401 نسمة، وتطور العدد ليصل في سنة 2011 لـ 2٬420 نسمة.
يظهر هذا المخطط البياني تطور النمو السكاني لـ مونتالبانو إليكونا